# Вишневе (Фастовецький старостинський округ)
Вишневе (до 17 лютого 2016 року — Петровського) — село в Україні, у Бахмацькій міській громаді Ніжинського району Чернігівської області. 

## Історія
Перша згадка про село датується XVIII століттям.
До 2016 року село Вишневе носило назву Петровського.
12 червня 2020 року, відповідно до розпорядження Кабінету Міністрів України № 730-р «Про визначення адміністративних центрів та затвердження територій територіальних громад Чернігівської області», увійшло до складу Бахмацької міської громади.
19 липня 2020 року, в результаті адміністративно-територіальної реформи та ліквідації Бахмацького району, село увійшло до складу Ніжинського району Чернігівської області.